# Effingham (Kansas)
Effingham è un comune degli Stati Uniti d'America, situato nello Stato del Kansas, nella contea di Atchison.